# Хондожко Анастасія Іванівна
Анастасія Іванівна Хондожко (25 травня 1924, с. Форостовичі, Чернігівська область — 13 грудня 2000, м. Шостка Сумської області) — бригадир цеху № 7 Шосткинського заводу «Зірка», Герой Соціалістичної Праці (1971).

## Життєпис
Анастасія Хондожко народилася 25 травня 1924 року в селі Форостовичі Новгород-Сіверського району Чернігівської області в селянській родині. Українка. Закінчила 7 класів в рідному селі. Працювала в колгоспі. Хотіла стати лікарем, але завадила війна.
У вересні 1943 року приїхала до міста Шостка Сумської області. У 1944 році закінчила фабрично-заводське училище. Залишилася працювати в училищі майстром виробничого навчання, була секретарем комсомольської організації.
У 1949—1978 роках, з невеликою перервою після оформлення пенсії в 1974 році, працювала на Шосткинському заводі «Зірка», підприємстві, яке в основному спеціалізувалося на виробництві пороху та інших вибухових речовин. Була аппаратчицею в цеху № 5, потім — бригадиром в цеху № 7. Стала передовиком виробництва. Її першій бригаді було присвоєно звання «Бригада Комуністичної праці».
Цех № 7 оборонного підприємства був дуже відповідальний, бо тут деталі доводили до ступеня готового виробу. Робота вимагала від робітників великої точності, вміння, уваги та надійності.
У 1960-і роки Анастасія Хондожко була нагороджена орденом Леніна. Це була перша така нагорода на підприємстві.
Анастасія Хондожко стала ініціатором впровадження і освоєння в цеху нової техніки. Коли кілька років вчені галузевого інституту (Державний науково-дослідний інститут хімічної промисловості) працювали в цеху над впровадженням нової автоматичної лінії збирання виробів, вона стала їх найближчим помічником. Її глибокі знання технічного процесу виробництва допомогли довести до кондиції впроваджувану лінію, потім це поставило перед працівницею якісно нові завдання. За підсумками 8-ї п'ятирічки її бригада показала високі результати в праці.
Указом Президії Верховної Ради СРСР від 25 квітня 1971 року за проявлений трудовий героїзм, значний внесок у підвищення ефективності суспільного виробництва, сприяння піднесенню народного господарства, зростанню могутності та слави СРСР, Хондожко Анастасії Іванівні було присвоєно звання Героя Соціалістичної Праці з врученням ордена Леніна і золотої медалі «Серп і Молот».
З 1978 року — майстер виробничого навчання ПТУ № 10 міста Шостка. В 1979 році була знову переведена на завод «Зірка» бригадиром. Пропрацювала на підприємстві більше 50 років. У вересні 1992 року вийшла на заслужений відпочинок. Працювала на громадських засадах у радах ветеранів заводу і міста.
Обиралася делегатом XXIV з'їзду Комуністичної партії Української РСР, депутатом Сумської обласної ради, Шосткинської міської ради, членом міськкому партії.
Жила в місті Шостка. Трагічно загинула 13 грудня 2000 року. Її збив поїзд. Похована на Центральному кладовищі (Артемівського мікрорайону) в Шостці.

## Нагороди
- два ордени Леніна,
- медалі:
  - «Захиснику Вітчизни», відзнака Президента України.
  - «За доблесну працю. В ознаменування 100-річчя з дня народження В. І. Леніна»,
  - «Ветеран праці».

## Ушанування
У Шосткинському краєзнавчому музеї та музеї Шосткинського професійного ліцею відкриті експозиції, присвячена Герою Соціалістичної праці Анастасії Хондожко.